# Club Atlético de Madrid 1998-1999
Questa voce raccoglie le informazioni riguardanti il Club Atlético de Madrid nelle competizioni ufficiali della stagione 1998-1999.

## Stagione
Nella stagione 1998-1999 i colchoneros hanno avuto in panchina ben tre allenatori, specchio di una stagione non esaltante che si è chiusa con il tredicesimo posto in campionato. In Coppa del Re l'Atlético Madrid arriva fino in finale, ma viene sconfitto nettamente dal Valencia per tre reti a zero sul neutro di Siviglia. In qualità di finalista si qualifica alla Coppa UEFA. Il cammino europeo in Coppa UEFA si ferma in semifinale, dove la squadra viene eliminata dal Parma, futuro vincitore.

## Maglie e sponsor
| Casa | Trasferta |

## Rosa
| N. |                       | Ruolo | Calciatore          |
| -- | --------------------- | ----- | ------------------- |
| 1  | Spagna (bandiera)     | P     | José Molina         |
| 2  | Argentina (bandiera)  | D     | José Antonio Chamot |
| 3  | Spagna (bandiera)     | D     | Toni Muñoz          |
| 4  | Jugoslavia (bandiera) | D     | Zoran Njeguš        |
| 5  | Spagna (bandiera)     | D     | Juan Manuel López   |
| 6  | Spagna (bandiera)     | D     | Santiago Denia      |
| 7  | Jugoslavia (bandiera) | C     | Vladimir Jugović    |
| 8  | Italia (bandiera)     | C     | Giorgio Venturin    |
| 9  | Argentina (bandiera)  | C     | Santiago Solari     |
| 10 | Brasile (bandiera)    | C     | Juninho Paulista    |
| 11 | Spagna (bandiera)     | A     | Jordi Lardín        |
| 12 | Sudafrica (bandiera)  | C     | Quinton Fortune     |
| 13 | Spagna (bandiera)     | P     | Pedro Jaro          |

| N. |                      | Ruolo | Calciatore                   |
| -- | -------------------- | ----- | ---------------------------- |
| 14 | Spagna (bandiera)    | A     | José Mari                    |
| 15 | Spagna (bandiera)    | D     | Carlos Aguilera Martín       |
| 16 | Spagna (bandiera)    | C     | Juan Carlos Valerón          |
| 17 | Uruguay (bandiera)   | A     | Juan Antonio González Crespo |
| 18 | Spagna (bandiera)    | C     | Roberto Fresnedoso           |
| 19 | Spagna (bandiera)    | A     | Kiko                         |
| 20 | Spagna (bandiera)    | D     | Geli                         |
| 21 | Italia (bandiera)    | D     | Stefano Torrisi              |
| 22 | Argentina (bandiera) | C     | Óscar Mena                   |
| 23 | Italia (bandiera)    | D     | Michele Serena               |
| 24 | Rep. Ceca (bandiera) | C     | Radek Bejbl                  |
| 25 | Uruguay (bandiera)   | A     | Fernando Correa              |

## Risultati

### Coppa del Re
| Arbitro: | Juan Ansuategui Roca |

|                   |           |                          |
| Molina 63’ (aut.) | Marcatori | 25’ José Mari 55’ Correa |

| Arbitro: | Antonio López Nieto |

|  |           |                |
|  | Marcatori | 38’ Cvitanović |

| Arbitro: | Manuel Díaz Vega |

|                        |           |           |
| Correa 58’ Juninho 83’ | Marcatori | 32’ Posse |

| Arbitro: | Arturo Daudén Ibáñez |

|               |           |                                    |
| Pochettino 6’ | Marcatori | 7’, 23’, 51’ José Mari 64’ Roberto |

| Madrid 8 giugno 1999 Semifinale – Andata | Atlético Madrid      | 0 – 0 referto | Deportivo La Coruña | Vicente Calderón (20 000 spett.)\| Arbitro: \| Arturo Daudén Ibáñez \| |
| Arbitro:                                 | Arturo Daudén Ibáñez |               |                     |                                                                        |

| Arbitro: | Eduardo Iturralde González |

|  |           |            |
|  | Marcatori | 60’ Serena |

| Arbitro: | Manuel Díaz Vega |

|                                     |           |  |
| Claudio López 21’, 81’ Mendieta 33’ | Marcatori |  |

### Coppa UEFA
| Arbitro: | Edgar Steinborn |

|                           |           |  |
| Juninho 16’ José Mari 54’ | Marcatori |  |

| Arbitro: | Jan Willem Wegereef |

|  |           |          |
|  | Marcatori | 55’ Kiko |

| Arbitro: | Georg Dardenne |

|                         |           |                                       |
| Genčev 53’ Naydenov 88’ | Marcatori | 41’ Torrisi 43’, 87’ Kiko 75’ Roberto |

| Arbitro: | Luc Huyghe |

|                      |           |  |
| Juninho 45+1’ (rig.) | Marcatori |  |

| Arbitro: | Graham Poll |

|                                    |           |            |
| Kovačević 45+1’ Roberto 85’ (aut.) | Marcatori | 3’ Juninho |

| Arbitro: | Vítor Melo Pereira |

|                                                 |           |            |
| Jugović 16’, 45’ (rig.) Santi 95’ José Mari 13’ | Marcatori | 49’ Gracia |

| Arbitro: | Alain Sars |

|                           |           |               |
| José Mari 13’ Roberto 46’ | Marcatori | 75’ Di Biagio |

| Arbitro: | Mario van der Ende |

|                |           |                          |
| Delvecchio 32’ | Marcatori | 75’ Aguilera 88’ Roberto |

| Arbitro: | Nikolaj Levnikov |

|                    |           |                            |
| Juninho 22’ (rig.) | Marcatori | 14’, 41’ Chiesa 62’ Crespo |

| Arbitro: | Paul Durkin |

|                      |           |             |
| Balbo 35’ Chiesa 83’ | Marcatori | 63’ Roberto |

## Statistiche

### Statistiche di squadra
| Competizione     | Punti | Totale | Totale | Totale | Totale | Totale | Totale | DR  |
| Competizione     | Punti | G      | V      | N      | P      | Gf     | Gs     | DR  |
| ---------------- | ----- | ------ | ------ | ------ | ------ | ------ | ------ | --- |
| Primera División | 46    | 38     | 12     | 10     | 16     | 54     | 50     | +4  |
| Coppa del Re     | -     | 7      | 4      | 1      | 2      | 9      | 7      | +2  |
| Coppa UEFA       | -     | 10     | 7      | 0      | 3      | 19     | 12     | +7  |
| Totale           | 46    | 55     | 23     | 11     | 21     | 82     | 69     | +13 |